# Адирондак (парк)
Парк Адирондак (англ. Adirondack Park) — природная территория в США, являющаяся частью Нью-Йоркского лесного заповедника на северо-востоке штата Нью-Йорк.
На территории парка находится более 10 000 озёр, 30 000 миль рек и ручьев, а также большое количество девственных лесов. 49 % парка находится в частной собственности, 45 % принадлежит государству, 6 % составляет водная территория.

## История
До XIX века эта дикая местность считалась пустынной и неприступной. Со временем представление о дикой природе стало достаточно позитивным, как это видно в книгах Джеймса Фенимора Купера, Генри Дэвида Торо и Ральфа Уолдо Эмерсона.
В 1849 году работа Джоэла Хедли «Adirondack; or, Life in the Woods» подтолкнула к развитию здесь отелей и маршрутов дилижанса. В путеводителе по дикой природе Уильяма Генри Мюррея 1869 года эта местность описывалась как место отдыха и развлечений, а не как какое-либо естественное препятствие. Финансист Томас Дюрант приобрел землю в Адирондаке и построил железную дорогу от города Саратога-Спрингс до местечка Норт-Крик, которое ныне известно катанием на лыжах, пешим туризмом и другими видами активного отдыха на свежем воздухе. К 1875 году в Адирондаке насчитывалось более двухсот отелей, примерно в это же время были созданы Великие лагеря.
После Гражданской войны, с началом эры реконструкции Юга, экономический рост привел к увеличению лесозаготовок и обезлесения в стране, особенно в южной части Андиродакского парка. В 1870 году Верпланк Колвин, совершивший первое зарегистрированное восхождение на гору Сьюард, обнаружил огромный ущерб, нанесенный лесорубами. Он написал отчет, который был прочитан в Институте Олбани и напечатан Музеем естественной истории штата Нью-Йорк. В 1872 году Верпланк Колвин был назначен на недавно созданную должность суперинтенданта Adirondack Survey и получил от законодательного собрания штата бюджет в 1000 долларов на проведение обследования Адирондакского района. В отчёте, написанном в 1873 году, он утверждал, что если позволить водоразделу Адирондак ухудшиться, это поставит под угрозу жизнеспособность канала Эри, который в то время был жизненно важен для экономики Нью-Йорка. В этом же году он рекомендовал создать государственный лесной заповедник, охватывающий весь регион Адирондак, и впоследствии был назначен суперинтендантом земельной службы штата Нью-Йорк.
В 1884 году законодательная комиссия штата Нью-Йорк под председательством ботаника Чарльза Сарджента рекомендовала создать лесной заповедник, который «навсегда останется диким лесом». В 1885 году был принят закон для сохранения лесов, куда вошли все земли вокруг Адирондакских и Катскиллских гор, определив их в качестве лесного заповедника, чтобы навсегда сохранить их как диких лесные земли. В 1902 году законодательный орган штата принял закон, впервые определяющий парк Адирондак с точки зрения округов и городов в нём. В 1912 году законодательно было уточнено, что парк включает в себя как находящиеся в частной собственности земли, так и государственные владения. В результате этих законов многие участки девственного леса Адирондака никогда не вырубались и представляют собой старовозрастные леса.

«Голубая линия» парка

В начале XX век использование парка Адирондак в рекреационных целях резко возросло. Государственный департамент охраны природы (State Conservation Department) отреагировал на рост инфраструктурных сооружений на территории парка, включая межштатную автостраду I-87 в 1960-х годах, и в 1971 году было создано Агентство парка Адирондак (Adirondack Park Agency) для разработки долгосрочных планов землепользования как для государственных, так и для частных земель в пределах «Голубой линии». В 1973 году был принят Генеральный план земель штата (State Land Master Plan), определяющий направления развития парка.
Парк находится в ведении Департамента охраны окружающей среды штата Нью-Йорк и Агентства парка Адирондак.